# Paul Toppo
Paul Toppo (Simdega, Jharkhand, 30 de junho de 1957) é um bispo católico romano indiano.
Toppo foi ordenado sacerdote em 24 de maio de 1988 em Darupisa e depois serviu como tal na diocese de Raigarh. Quando Victor Kindo, que era bispo de Raigarh desde 1985, se tornou o primeiro bispo da recém-criada Diocese de Jashpur em março de 2006, Toppo foi imediatamente nomeado o novo bispo de Raigarh em 23 de março de 2006. Sua consagração episcopal ocorreu em 24 de maio de 2006 pelo cardeal Telesphore Toppo.